# Johann Kircher
Johann Kircher (Tübingen, 2 augustus 1610 – 17e eeuw) was een Duits katholiek geestelijke.

## Biografie
Johann Kircher werd in Tübingen op 2 augustus 1610 geboren. Het grootste deel van zijn levensloop is echter onbekend. Duidelijk is wel dat hij in de 17e eeuw overleed, aan de Universiteit van Tübingen studeerde en vervolgens in Württemberg werkzaam was als luthers prediker. In 1638 stapte hij over naar het katholicisme en verhuisde naar Wenen. Daar publiceerde hij in 1640 het werk M. Joannis Kircheri Aetiologia, in qua migrationis suae ex Lutherana Synagoga in Ecclesiam veras et solidas rationes succincte exponit et perspicue, doctisque omnibus … pie, accurate et modeste considerandas proponit autor. Het was opgedragen aan Emerich Losi, de aartsbisschop van Esztergom. Het boek vermeldt bovendien dat Losi, de toenmalige primaat van Hongarije, het voor Kircher mogelijk maakte om in Hongarije als geestelijke of hoogleraar te werken. Deze functie werd echter niet nauwkeuriger beschreven. Vermoedelijk is Johann Kircher luttele jaren na deze aanstelling overleden.